# 6-Stunden-Rennen von Zhuhai 2011

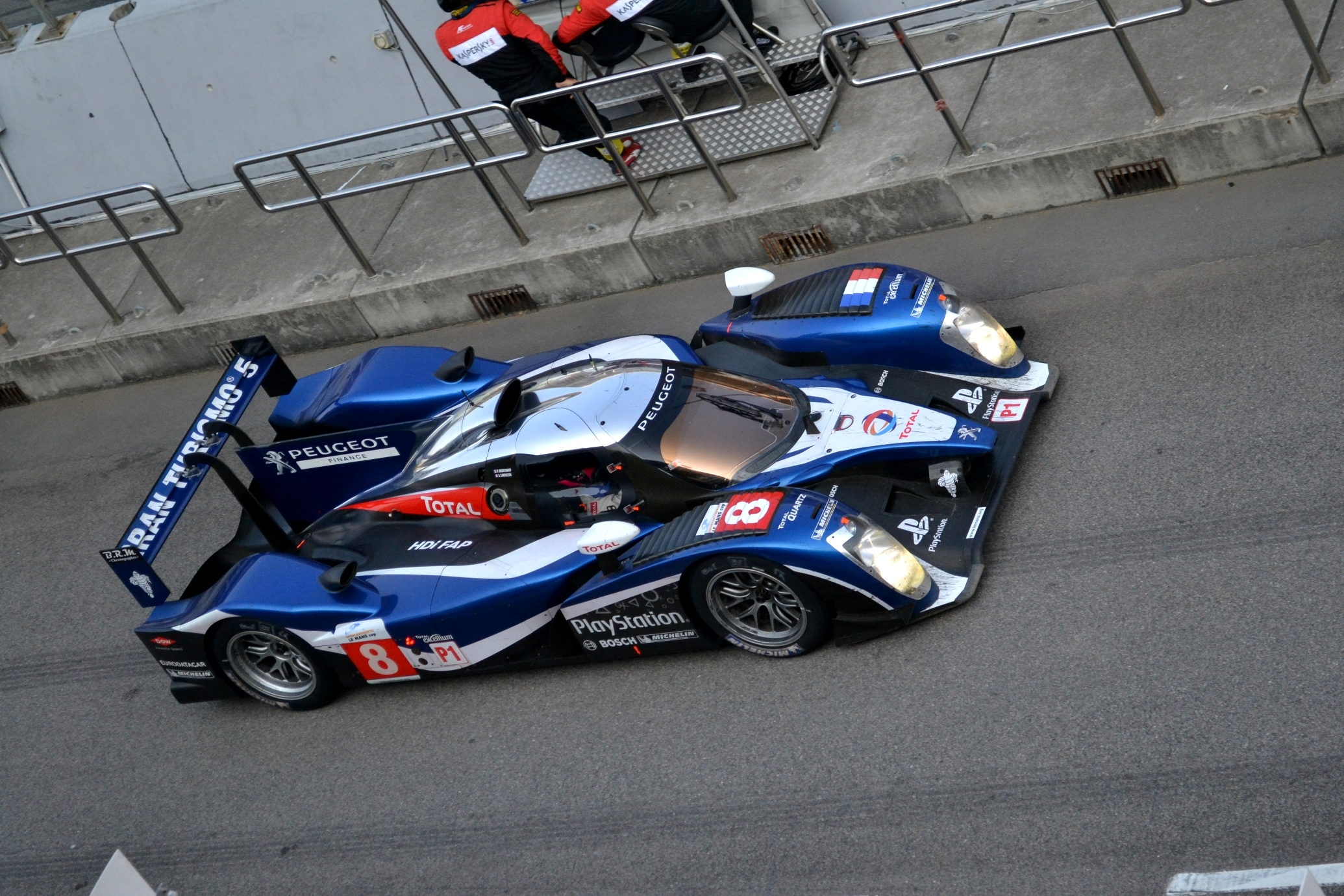
Letzter Renneinsatz des Peugeot 908, hier der zweitplatzierte Wagen von Franck Montagny und Stéphane Sarrazin mit der Startnummer 8

Das 6-Stunden-Rennen von Zhuhai 2011, auch 6 Hours of Zhuhai, Zhuhai, fand am 13. November auf dem Zhuhai International Circuit statt und war der siebte und letzte Wertungslauf des International Le Mans Cup.

## Das Rennen
Das Rennen in Zhuhai war die letzte Veranstaltung des 2010 eingeführten International Le Mans Cup, der ab 2012 von der FIA-Langstrecken-Weltmeisterschaft abgelöst wurde. Auch die Peugeot 908 waren zum letzten Mal bei einem Autorennen am Start. Die französischen Werkswagen sollten 2012 durch den Peugeot 908 Hybrid4 ersetzt werden. Der damalige PSA-Vorstand beendete im Frühjahr 2012 aber überraschend das Langstreckenprogramm.
Die beiden 908 verabschiedeten sich mit einem Doppelsieg vom Rennsport. Sébastien Bourdais und Anthony Davidson gewannen nach einer Fahrzeit von 6:01:24,879 Stunden mit einem Vorsprung von 39 Sekunden auf die Teamkollegen Franck Montagny und Stéphane Sarrazin. Weitere 36 Sekunden dahinter kamen Timo Bernhard und Marcel Fässler im Audi R18 TDI als Gesamtdritte ins Ziel.

## Ergebnisse

### Schlussklassement
| 1               | LMP1    | 7   | Peugeot Sport Total        | Sébastien Bourdais Anthony Davidson                   | Peugeot 908                 | 249 |
| 2               | LMP1    | 8   | Peugeot Sport Total        | Franck Montagny Stéphane Sarrazin                     | Peugeot 908                 | 249 |
| 3               | LMP1    | 1   | Audi Sport Team Joest      | Timo Bernhard Marcel Fässler                          | Audi R18 TDI                | 248 |
| 4               | LMP1    | 12  | Rebellion Racing           | Nicolas Prost Neel Jani                               | Lola B10/60                 | 242 |
| 5               | LMP1    | 24  | OAK Racing                 | Olivier Pla Jacques Nicolet Alexandre Prémat          | OAK Pescarolo 01            | 240 |
| 6               | LMP1    | 007 | Aston Martin Racing        | Andrew Meyrick Harold Primat Stefan Mücke             | Lola-Aston Martin B09/60    | 239 |
| 7               | LMP1    | 15  | OAK Racing                 | Guillaume Moreau Pierre Ragues Matthieu Lahaye        | OAK Pescarolo 01            | 238 |
| 8               | LMP2    | 8   | Signatech Nissan           | Franck Mailleux Lucas Ordoñez Jean Karl Vernay        | Oreca 03                    | 228 |
| 9               | GTE Pro | 55  | BMW Motorsport             | Augusto Farfus Jörg Müller                            | BMW M3 GT2                  | 221 |
| 10              | GTE Pro | 56  | BMW Motorsport             | Andy Priaulx Uwe Alzen                                | BMW M3 GT2                  | 220 |
| 11              | GTE Pro | 59  | Luxury Racing              | Stéphane Ortelli Frédéric Makowiecki                  | Ferrari 458 Italia          | 218 |
| 12              | GTE Am  | 63  | Proton Competition         | Richard Lietz Christian Ried Gianluca Roda            | Porsche 997 GT3 RSR         | 217 |
| 13              | GTE Am  | 50  | Larbre Compétition         | Patrick Bornhauser Julien Canal Olivier Beretta       | Chevrolet Corvette C6-ZR1   | 216 |
| 14              | GTE Am  | 57  | Krohn Racing               | Tracy Krohn Niclas Jönsson Michele Rugolo             | Ferrari F430 GTC            | 215 |
| 15              | GTE Am  | 62  | CRS Racing                 | Pierre Ehret Roger Wills Tim Mullen                   | Ferrari F430 GTC            | 215 |
| 16              | LMP2    | 35  | OAK Racing                 | Frédéric Da Rocha Patrice Lafargue                    | OAK Pescarolo 01            | 213 |
| 17              | FLM     | 35  | PTRS Racing                | Zhang Shan Qi Chen Wei Liang                          | Oreca FLM09                 | 213 |
| 18              | GTC     | 98  | Audi Sport C Racing        | Edoardo Mortara Darryl O’Young Alexandre Imperatori   | Audi R8 LMS                 | 210 |
| 19              | GTC     | 97  | Audi Race Experience       | Jeffrey Lee Florian Gruber Mak Hing Tak               | Audi R8 LMS                 | 203 |
| 20              | GTE Am  | 60  | Gulf AMR Middle East       | Roald Goethe Fabien Giroix                            | Aston Martin V8 Vantage GT2 | 198 |
| 21              | GTE Pro | 64  | Lotus Jetalliance          | Oskar Slingerland Martin Rich Rene Rasmussen          | Lotus Evora GTE             | 194 |
| 22              | LMP1    | 23  | Tokai University YGK Power | Mitsuyama Shogo Naoki Yokomizo                        | Courage-ORECA LC70          | 187 |
| 23              | GTE Pro | 51  | AF Corse                   | Giancarlo Fisichella Gianmaria Bruni                  | Ferrari 458 Italia          | 186 |
| Nicht klassiert |         |     |                            |                                                       |                             |     |
| 24              | GTC     | 94  | Hitotsuyama Racing         | Akihiro Tsuduki Michael Kim Carlo van Dam             | Audi R8 LMS                 | 169 |
| 25              | GTE Pro | 65  | Lotus Jetalliance          | David Heinemeier Hansson James Rossiter Johnny Mowlem | Lotus Evora GTE             | 163 |
| Ausgefallen     |         |     |                            |                                                       |                             |     |
| 26              | LMP1    | 2   | Audi Sport Team Joest      | Allan McNish Tom Kristensen                           | Audi R18 TDI                | 139 |
| 27              | GTE Pro | 58  | Luxury Racing              | François Jakubowski Anthony Beltoise Nicolas Marroc   | Ferrari 458 Italia          | 110 |
| 28              | GTC     | 96  | Team AMG China             | Mika Häkkinen Cheng Congfu Lance David Arnold         | Mercedes-Benz SLS AMG GT3   | 73  |
| 29              | GTE Am  | 61  | AF Corse                   | Marco Cioci Philip Ma                                 | Ferrari F430 GTC            | 22  |

### Nur in der Meldeliste
Zu diesem Rennen sind keine weiteren Meldungen bekannt.

### Klassensieger
| Klasse  | Fahrer             | Fahrer           | Fahrer               | Fahrzeug            | Platzierung im Gesamtklassement |
| ------- | ------------------ | ---------------- | -------------------- | ------------------- | ------------------------------- |
| LMP1    | Sébastien Bourdais | Anthony Davidson |                      | Peugeot 908         | Gesamtsieg                      |
| LMP2    | Franck Mailleux    | Lucas Ordoñez    | Jean Karl Vernay     | Oreca 03            | Rang 8                          |
| FLM     | Zhang Shan Qi      | Chen Wei Liang   |                      | Oreca FLM09         | Rang 17                         |
| GTE Pro | Augusto Farfus     | Jörg Müller      |                      | BMW M3 GT2          | Rang 9                          |
| GTE Am  | Richard Lietz      | Christian Ried   | Gianluca Roda        | Porsche 997 GT3 RSR | Rang 12                         |
| GTC     | Edoardo Mortara    | Darryl O’Young   | Alexandre Imperatori | Audi R8 LMS         | Rang 18                         |

### Renndaten
- Gemeldet: 29
- Gestartet: 29
- Gewertet: 23
- Rennklassen: 6
- Zuschauer: unbekannt
- Wetter am Renntag: warm und trocken
- Streckenlänge: 4,300 km
- Fahrzeit des Siegerteams: 6:01:24,879 Stunden
- Gesamtrunden des Siegerteams: 249
- Gesamtdistanz des Siegerteams: 1070,700 km
- Siegerschnitt: unbekannt
- Pole Position: Anthony Davidson – Peugeot 908 (#7) – 1:21,769 = 189,300 km/h
- Schnellste Rennrunde: Sébastien Bourdais – Peugeot 908 (#7) – 1:23,177 = 186,100 km/h
- Rennserie: 7. Lauf zum Intercontinental Le Mans Cup 2011